# Kurt von Schmalensee (arkitekt)
Kurt Oskar von Schmalensee, född den 5 september 1896 i Amnehärads församling, Skaraborgs län, död den 13 juli 1972 i Norrköping, var en svensk arkitekt.

## Biografi
Kurt von Schmalensee var son till stationsinspektoren Carl Oscar Alfred von Schmalensee och Emma Nathalia Johansson. Han studerade vid Kungliga Tekniska Högskolan 1918–1922 och vid Kungliga Konsthögskolan 1924. Han var verksam i Stockholm 1923–1929 som anställd  vid Kooperativa förbundets arkitektkontor 1925–1929 och som tjänstgörande arkitekt utom stat vid Byggnadsstyrelsen från 1928. De nuvarande belysningsarmaturerna på Norrbro i Stockholm skapades 1926 av Kurt von Schmalensee. År 1930 ritade han på uppdrag av Karl Otto Bonniers yngste son Kaj en påkostad villa vid Djurgårdsslätten 100 på Djurgården. Huset kallas i dag efter en senare ägare "Villa Fernström". Han deltog även i Stockholmsutställningen 1930 där han bland annat stod för en av visningsvillorna (Villa 46). Hans vackra etagelägenhet vann allmän uppskattning och bidrog till funktionalismens genombrott.
Mellan 1929 och 1961 var han stadsarkitekt i Norrköping, där han ritade bland annat krematoriet (1938), brandstationen (1940) och konstmuseet (1947). Verken kännetecknas av en omsorgsfull och återhållsam formgivning med modernistisk prägel. 
von Schmalensee var en framstående restauratör och ledde de stora ombyggnaderna av domkyrkorna i Linköping, Karlstad och Växjö. Han närmade sig Helgo Zetterwalls arkitektursyn i sina långtgående rekonstruktioner. I den djärva restaureringen av Växjö domkyrka 1956–1960 utplånades spåren av Carl Georg Brunius' ombyggnad och dubbeltornet tillkom. Kila kyrka (1967), Lindö kapell och Ättetorpskyrkan är istället egna verk. von Schmalensee tilldelades medaljen Litteris et Artibus 1969.

## Familj
Kurt von Schmalensee var gift med Anna von Schmalensee (18 april 1907–24 december 1991). Paret hade två döttrar. Kurt von Schmalensee var bror till arkitekten Artur von Schmalensee.
Kurt von Schmalensee är gravsatt i Krematorielunden i Norrköping.

## Bilder

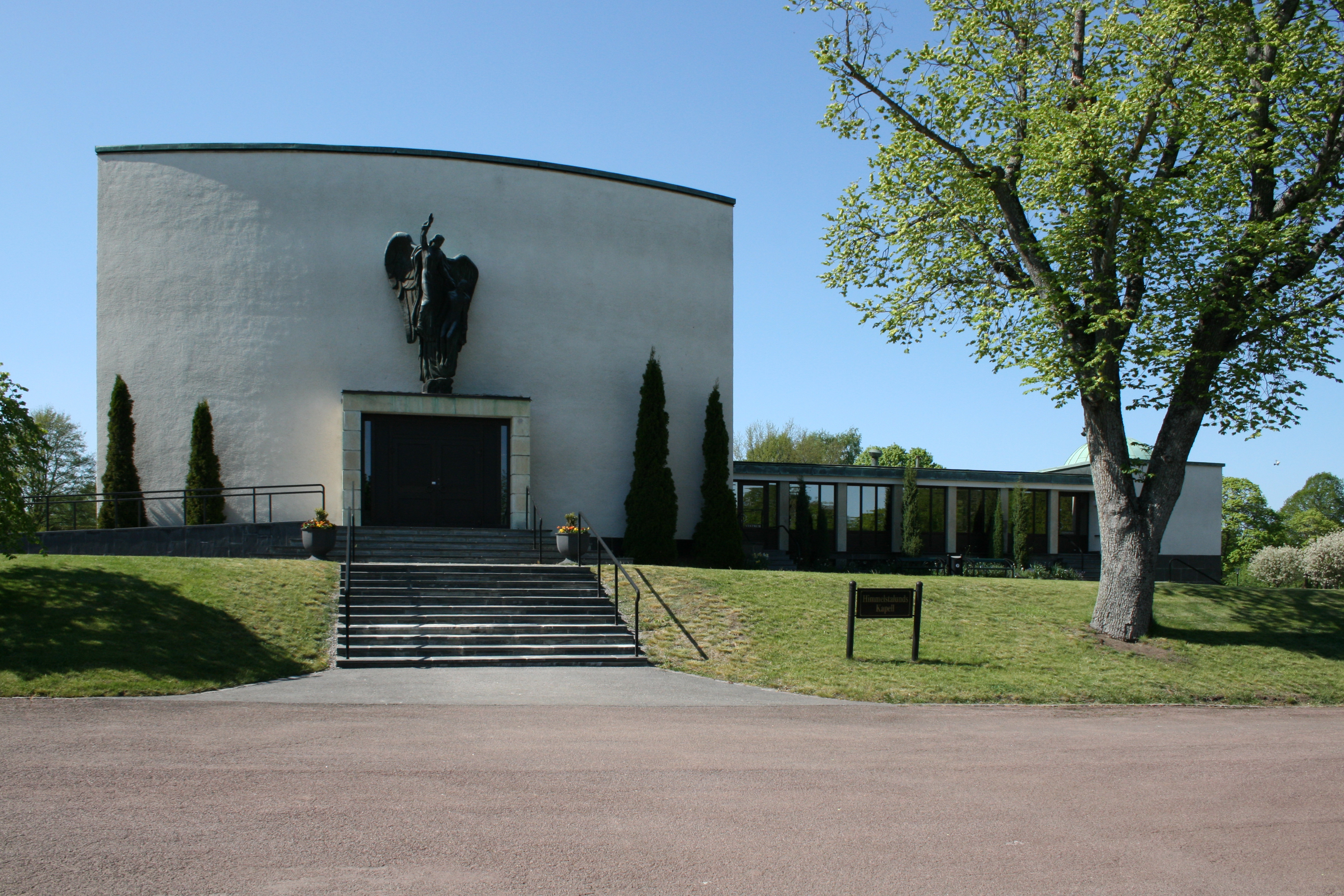
Krematoriet, Norrköping
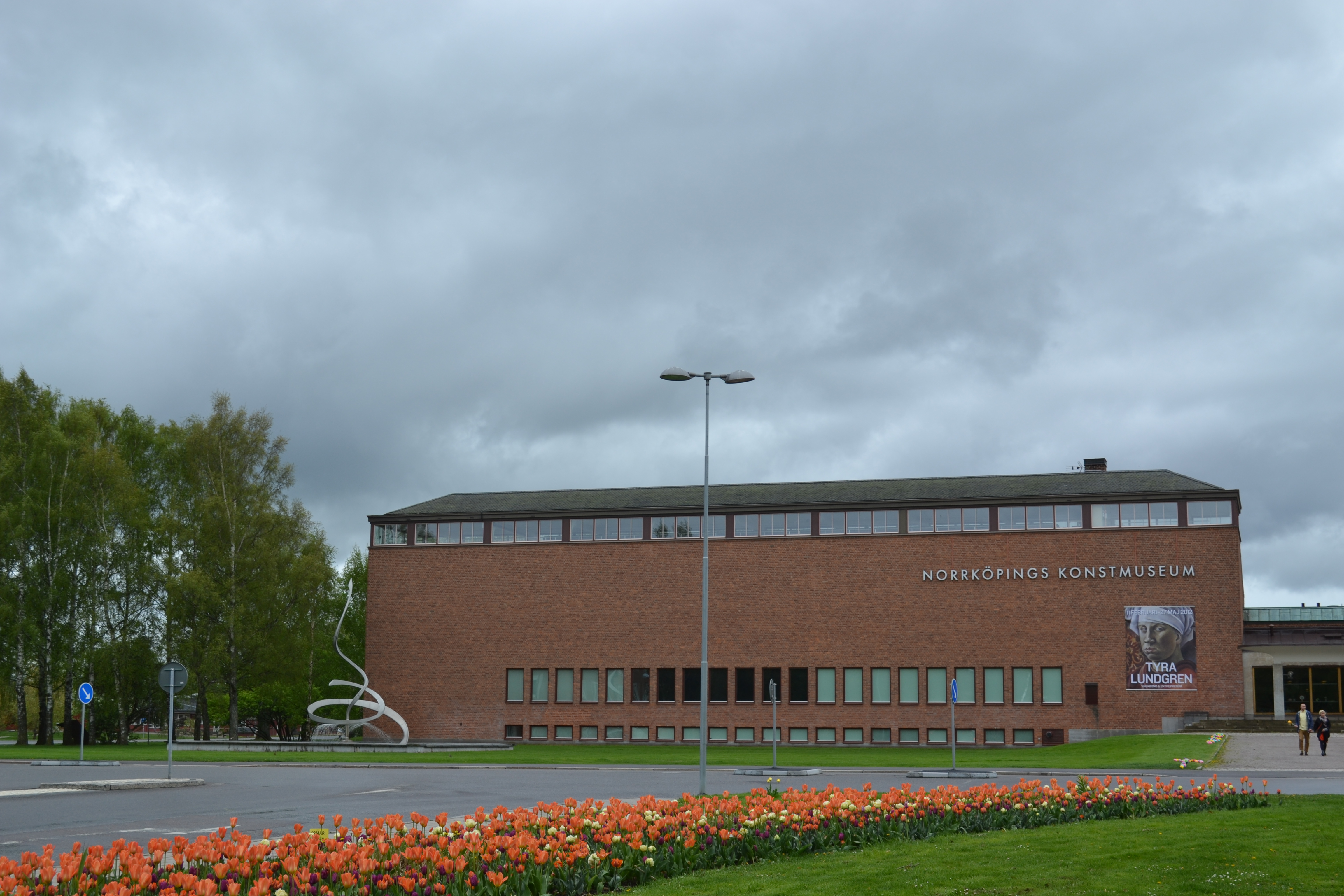
Norrköpings konstmuseum
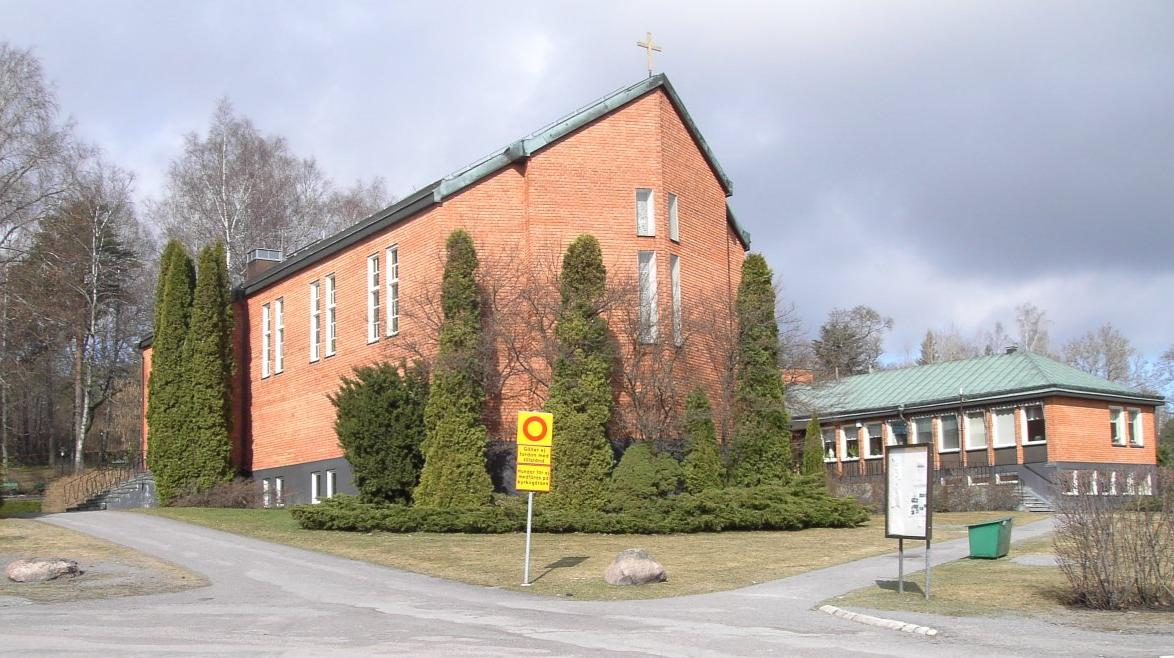
Ättetorpskyrkan i Åby, Norrköpings kommun
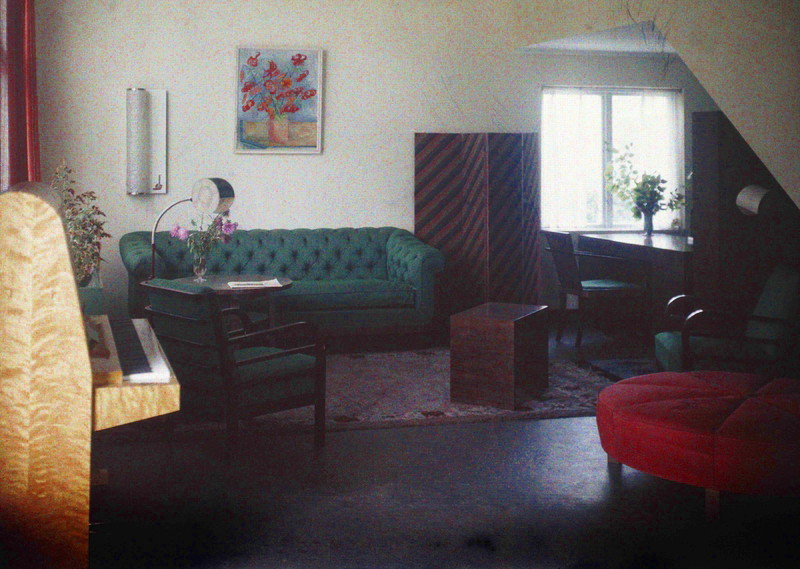
Stockholmsutställningen 1930, Villa 46
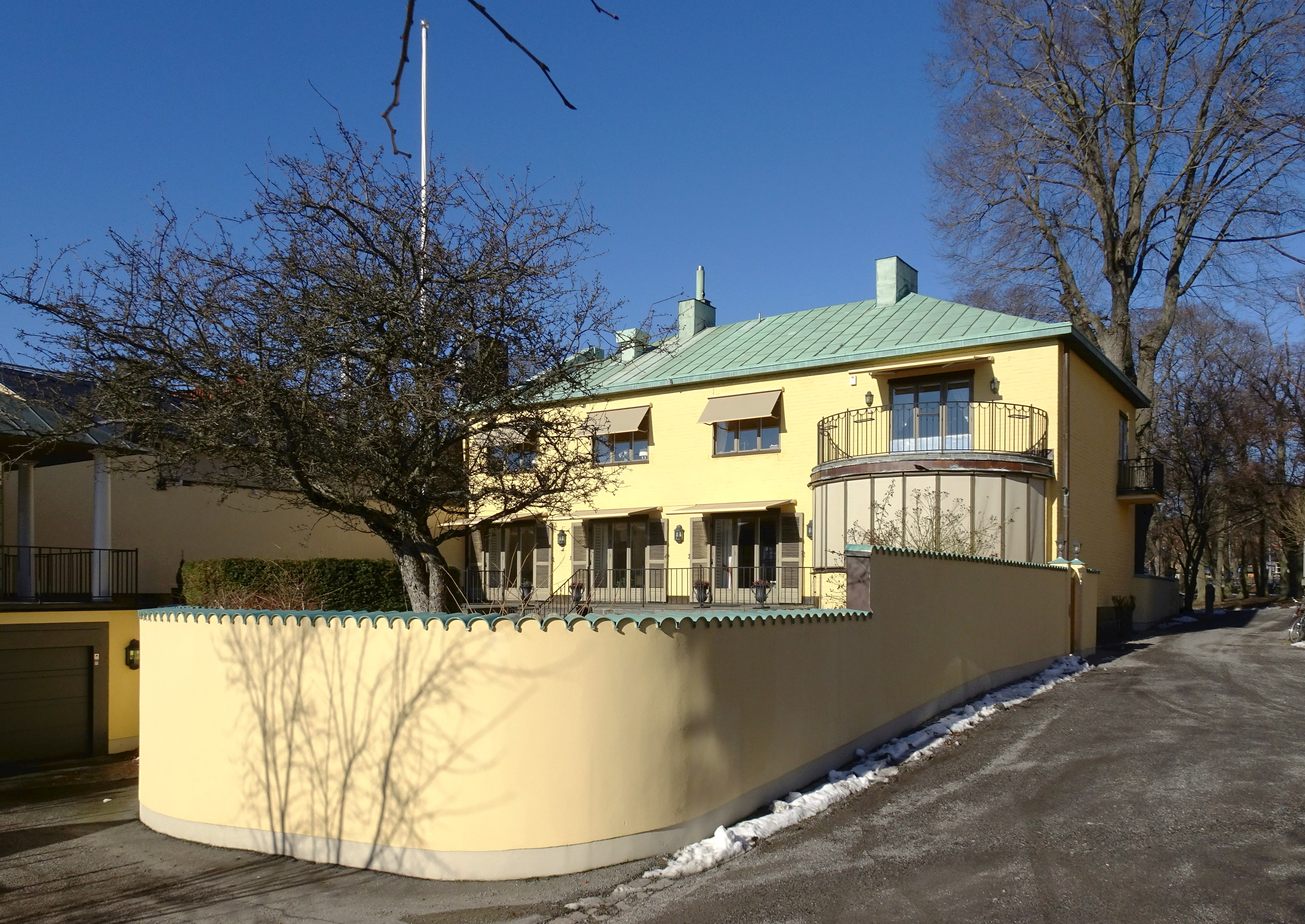
"Villa Fernström" från 1930, Stockholm